# DKNY
DKNY是一家位于纽约市的时装公司，由唐娜·卡兰于1984年创立 。该公司专注于各种时尚产品，包括服装、鞋类和配件。

## 历史
卡兰在Anne Klein工作了15年，担任首席设计师有10年之久。1984年，卡兰和她已故的丈夫Stephan Weiss得到了Anne Klein母公司Takihyo Co., Ltd的帮助，开始了他们自己的公司-“唐娜·卡兰”。
该公司在1996年成为一家公开交易的企业。
2001年，它被法国奢侈品巨头路威酩轩集团（LVMH）以2.39亿美元收购。2015年6月，唐娜·卡兰离开了唐娜·卡兰国际的首席设计师职位，专注于她的Urban Zen品牌和Urban Zen基金会的慈善事业。LVMH在2016年以6.5亿美元的价格将唐娜·卡兰国际连同 "唐娜·卡兰 "和 "DKNY "品牌卖给了G-III Apparel Group。该集团位于纽约市，是一家生产和销售其自有品牌、授权品牌和私人品牌的服装和配件公司。
2022年7月，Inter Parfums Inc.完成与G-III Apparel Group（Donna Karan和DKNY品牌的母公司）的协议，成为这两个品牌的香水品牌的全球独家授权商。

## 唐娜·卡兰纽约
唐娜·卡兰的主线品牌唐娜·卡兰纽约，也被称为唐娜·卡兰系列，在1985年秋季首次推出女装系列 "七件套"，"通过少量可互换的物品，创造一个完整的衣橱，从白天到晚上，从工作日到周末，从一季到一季"。这由少量可替换物品组成的衣橱理念彻底改变了女性的时尚。1991年7月，设计师卡兰推出她的第一个男装系列。
品牌标签上的 "纽约 "是为了表明该时装品牌的 "步伐和态度"。

## DKNY和其他副线
受女儿Gaby的启发，Donna Karan在1989年创立了DKNY，一个更年轻、更实惠的副线，与她现有的Donna Karan New York品牌并驾齐驱。 许多副线和子品牌都是从最初的主品牌中分离出来的，包括DKNY Jeans、DKNY Active、DKNY Underwear、DKNY Juniors、DKNY Kids、DKNY Pure。DKNY男装于1992年推出，包括量身定制的西装、礼服、正装、休闲装、运动装和鞋。
1992年推出的唐娜·卡兰美容系列，专门生产香水。札哈·哈蒂曾在2012年为该品牌设计香水瓶。2001年，推出了唐娜·卡兰家居系列，其中包括传统的豪华床上用品和配件，以及DKNY家居，包括更多现代和时尚的床上用品。
2017年，根据G-III Apparel Group 已与 PVH Corp. 签订了一项多年许可协议，PVH 将为 DKNY品牌在美国和加拿大设计和销售男装，其中包括 新系列DKNY 男士运动。第一个系列将在2018年春季推出，并在百货商店销售。
2011年，艾希莉·葛林（Ashley Greene）为DKNY以及DKNY Jeans的代言人。2010年代中期，卡拉·迪瓦伊（Cara Delevingne）成为DKNY多季的代言人。2017年，艾蜜莉・瑞特考斯基（Emily Ratajkowski）成为DKNY的代言人。

## 商店
1997年在伦敦开店，1999年在纽约市开店。DKNY总部位于纽约曼哈顿的第七大道550号。目前，全球横跨5大洲有300多家唐娜·卡兰系列和DKNY商店，包括在中国、加拿大、阿联酋、丹麦、韩国、希腊、印度等。
自2005年以来，唐娜·卡兰在该品牌的网站上提供其DKNY和相关系列的网上购物。产品范围包括DKNY和DKNY Jeans女装、配件、内衣、鞋子、婴儿服装、PURE系列到DKNY男装。后者一直到2002年春季都有在线上供应。自那之后，只有DKNY牛仔裤系列、内衣、眼镜和手表为男性提供在线销售。

## 争議
2013年，DKNY承认其未经许可在其一家商店使用纽约市街头摄影师布兰登·斯坦顿（Humans of New York，简称HONY）的街头摄影作品而陷入争议。在斯坦顿得知他的摄影作品被使用后，他公开要求DKNY捐赠10万美元给基督教青年会，以帮助其开展暑期活动。受到社交媒体上的强烈批评，DKNY道歉并向基督教青年会捐赠了25,000美元。斯坦顿随后在HONY 的脸书页面上呼吁他的追随者捐款，以达到他最初的10万美元目标。该目标已于2013年3月1日达成 。
2016年7月，LVMH宣布在对新设计师周道一和马克斯韦尔·奧斯本几个月表现不佳的失望后，正在寻找一位“具有明确美国买家身份”的目标买家，以收购DKNY和唐娜·卡兰国际的业务。自从收购品牌以来，设计师卡兰一直留任负责品牌管理，但在她于2015年离职后，其旗舰品牌唐娜·卡兰国际便被搁置。最后，LVMH在2016年以6.5亿美元的价格将DKNY成功出售给G-III Apparel Group。

## 脚注
1. ↑  . www.lvmh.com.   [2013-09-12]. （原始内容存档于2013-09-13）.
2. ↑  . FundingUniverse.   [2023-05-06]. （原始内容存档于2013-09-13）.
3. ↑  . Reuters. March 13, 2015. （原始内容存档于2015-03-13）.
4. ↑  .   [2021-12-11]. （原始内容存档于2014-10-28）.
5. 1 2 3  "Donnakaran.com: "About Donna"". Archived from the original[] on 2013-09-13. Retrieved 2023-05-06.
6. ↑  Gilpin, Kenneth N. . The New York Times. 1984-09-25  [2023-05-06]. ISSN 0362-4331. （原始内容存档于2023-05-12） （美国英语）.
7. ↑  News, Bloomberg Business. . The New York Times. 1996-06-29  [2023-05-06]. ISSN 0362-4331. （原始内容存档于2023-05-08） （美国英语）.
8. ↑  News, Bloomberg. . The New York Times. 2001-11-28  [2023-05-06]. ISSN 0362-4331. （原始内容存档于2023-05-08） （美国英语）.
9. ↑  Pressreader.com: "Donna Karan imagines a DKLA" （页面存档备份，存于）; Los Angeles Times, 13 November 2016.
10. 1 2  G-iii.com: "G-III to Acquire Donna Karan International from LVMH" 的存檔，存档日期2016-11-14.; 25 July 2016.
11. ↑  . ir.g-iii.com.   [2021-12-11]. （原始内容存档于2022-03-31）.
12. ↑  Braun, Jennifer. . Fashion Network. 2022-07-21  [2023-05-06]. （原始内容存档于2023-05-08）.
13. ↑  Nast, Condé. . Vogue. 2016-06-06  [2023-05-06]. （原始内容存档于2023-05-08） （美国英语）.
14. ↑  Hochswender, Woody. . The New York Times. 1991-07-09  [2023-05-06]. ISSN 0362-4331. （原始内容存档于2023-05-06） （美国英语）.
15. ↑  LLC, New York Media. . . New York Media, LLC. 1992-02-17  [2023-05-06]. （原始内容存档于2023-05-08） （英语）.
16. ↑  Garnsworthy, Jasmine. . StyleCaster. 2015-07-01  [2023-05-06]. （原始内容存档于2023-05-07） （美国英语）.
17. ↑  Groom, N. . . Springer Science & Business Media. 1997-06-30  [2023-05-06]. ISBN 978-0-7514-0403-6. （原始内容存档于2023-05-06） （英语）.
18. ↑  . Time. 2016-03-31  [2023-05-06]. （原始内容存档于2023-05-08） （英语）.
19. ↑  Karan, Donna. . Random House Publishing Group. 2015-10-13  [2023-05-06]. ISBN 978-1-101-88350-1. （原始内容存档于2023-05-06） （英语）.
20. ↑  Lockwood, Lisa. . WWD. 2017-05-22  [2023-05-06]. （原始内容存档于2023-05-12） （美国英语）.
21. ↑  Nast, Condé. . Teen Vogue. 2011-10-20  [2023-05-06]. （原始内容存档于2023-05-08） （美国英语）.
22. ↑  . Yahoo Life.   [2023-05-06]. （原始内容存档于2023-05-08） （美国英语）.
23. ↑  . InStyle.   [2023-05-06]. （原始内容存档于2023-06-10） （英语）.
24. ↑  . RocketReach.   [2023-05-06]. （原始内容存档于2023-05-12） （英语）.
25. ↑  www.ETRetail.com. . ETRetail.com.   [2023-05-06]. （原始内容存档于2023-05-07） （英语）.
26. ↑  . www.dkny.com. DKNY.   [2023-05-06]. （原始内容存档于2023-05-07）.
27. ↑  Karimzadeh, Marc. . WWD. 2011-08-18  [2023-05-06]. （原始内容存档于2023-05-12） （美国英语）.
28. ↑  editor. . Covet Edition. 2015-10-24  [2023-05-06]. （原始内容存档于2023-05-08） （英语）.
29. ↑  Wilkinson, Isabel. . The Daily Beast. 2013-02-25  [2023-05-06] （英语）.
30. ↑  . The Business of Fashion.   [2023-05-06]. （原始内容存档于2023-05-10） （英语）.
31. ↑  Nast, Condé. . Vogue. 2016-07-25  [2023-05-06]. （原始内容存档于2023-05-08） （美国英语）.